# La Pensionnaire voilée

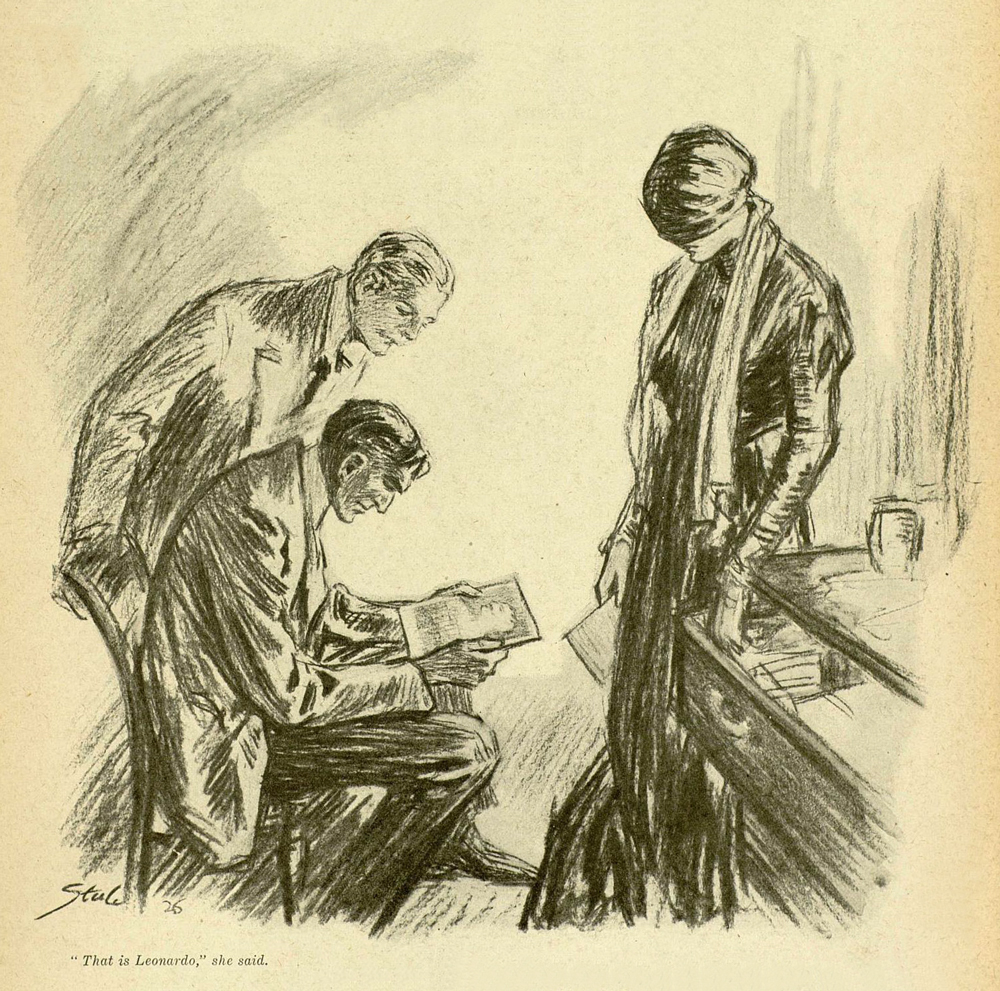
Illustration originale de Frederic Dorr Steele dans Liberty Magazine.

La Pensionnaire voilée (The Adventure of the Veiled Lodger en version originale) est l'une des cinquante-six nouvelles d'Arthur Conan Doyle mettant en scène le détective Sherlock Holmes. Elle est parue pour la première fois le 22 janvier 1927 dans l'hebdomadaire américain Liberty, avant d'être regroupée avec d'autres nouvelles dans le recueil Les Archives de Sherlock Holmes (The Case-Book of Sherlock Holmes).

## Résumé

### Mystère initial
Vers la fin de l'année 1896, Mme Merrilow vient consulter Sherlock Holmes au 221B Baker Street. Mme Merrilow loue ses appartements depuis sept ans à Mme Ronder, une pensionnaire dont elle n'a jamais vu le visage pendant longtemps, celui-ci étant toujours recouvert d'un voile. Mme Merrilow a cependant aperçu un jour par inadvertance le visage de sa pensionnaire, profondément mutilé. Par ailleurs, la nuit, Mme Ronder crie parfois dans son sommeil en évoquant un meurtre et une bête monstrueuse. Mme Merrilow s'est entretenue avec sa pensionnaire à ce sujet, lui conseillant d'aller voir un curé ou la police. Mme Ronder ayant refusé catégoriquement ces deux propositions, c'est finalement d'un commun accord que les deux femmes se décident à faire appel aux services de Sherlock Holmes dans cette affaire que Mme Ronder souhaite voir rester confidentielle. Mme Merrilow est par ailleurs chargée par sa pensionnaire de dire au détective que son problème est en lien avec une précédente affaire, la tragédie d'« Abbas Parva ».

### Résolution
Holmes, en consultant ses archives, retrouve les détails de l'affaire « Abbas Parva » à laquelle il s'était intéressé sept ans auparavant. Cette affaire concerne une troupe de forains à laquelle appartenaient M. Ronder et sa femme Mme Ronder. Le couple avait pour habitude de nourrir un lion, enfermé dans sa cage hors des représentations. Alors que la troupe stationnait une nuit à Abbas Parva, le couple est allé nourrir le lion mais un incident s'est produit : la cage s'est ouverte, le lion a tué M. Ronder d'un coup de patte au niveau de la nuque, et s'est attaqué à Mme Ronder en lui dévorant une partie du visage, défigurant sa victime. L'incident présente cependant quelques détails suspects qui laissent penser que cette affaire n'est pas un simple incident et qu'une troisième personne est impliquée dans la tragédie.
Holmes et Watson se rendent chez la logeuse pour rencontrer la pensionnaire voilée et recueillir son récit. Mme Ronder revient alors sur l'affaire d'« Abbas Parva » et explique la vérité, qu'elle avait volontairement dissimulée aux policiers à l'époque de la tragédie. Mme Ronder, qui était alors charmante mais très pauvre, avait dû épouser M. Ronder qui était un homme laid mais avait une certaine aisance financière. À la suite du mariage, M. Ronder a commencé à battre sa femme et à la torturer lorsqu'il était saoul. En dehors de sa désagréable vie conjugale, Mme Ronder a connu un amour réciproque avec Leonardo, un autre homme de la troupe. Ayant découvert les sévices que M. Ronder faisait endurer à sa femme, Leonardo avait alors imaginé un moyen de tuer le mari de son amante avec la complicité de celle-ci. Le soir de la tragédie, Leonardo avait réussi à tuer M. Ronder grâce à un gourdin armé de pics, laissant l'impression d'une profonde griffure que l'on attribuerait au lion. Mme Ronder, comme prévu, avait alors ouvert la cage pour faire sortir le lion et que la mise en scène de l'accident semble plausible. Cependant, excité par l'odeur du sang, le lion s'est brusquement jeté sur Mme Ronder lorsqu'elle ouvrait sa cage, en la mordant au visage. Ses cris ont alerté les autres forains tandis que Leonardo s'était momentanément enfui pour cacher son arme. Sa courte disparition est passée inaperçue, et l'enquête a conclu a un accident. Mme Ronder a ensuite fui la troupe sans son amant en prenant soin de ne montrer son visage mutilé à personne.
Mme Ronder explique qu'elle peut désormais incriminer son amant, car elle a appris que celui-ci est décédé un mois plus tôt. Elle évoque par ailleurs devant Holmes sa tentation de mettre fin à ses jours. Le détective l'en dissuade, ce à quoi Mme Ronder répond en levant son voile pour découvrir son visage : les mutilations provoquent la pitié de Sherlock Holmes qui se retire avec Watson sans un mot. Holmes reçoit peu de temps après un courrier de Mme Ronder où celle-ci affirme qu'elle a choisi de continuer à vivre.

### Allusions à d'autres enquêtes inédites
Au début de la nouvelle, Watson évoque une affaire dans laquelle Holmes a enquêté auparavant, et qu'il nomme « l'histoire concernant le politicien, le phare et le cormoran dressé » (« the story concerning the politician, the lighthouse, and the trained cormoran »). Cette aventure est inédite.

## Commentaire
Cette nouvelle a la particularité de n'être pas, en soi, une « enquête » de Sherlock Holmes. Le détective n'est pas amené à faire les subtiles déductions qui le caractérisent : il ne fait qu'écouter les récits de Mme Merrilow puis de Mme Ronder. Par ailleurs, selon James McCearney, biographe de Conan Doyle, Sherlock Holmes adopte dans cette nouvelle une morale conforme aux thèses spirites auxquelles Conan Doyle était très attaché sur la fin de sa vie. Cette nouvelle, très courte par ailleurs, est donc emblématique de la moindre qualité des aventures de Sherlock Holmes écrites par Conan Doyle dans les années 1920, par rapport aux aventures écrites dans les années 1890.

## Adaptations

### Télévision
La nouvelle a été adaptée en téléfilm en 1993 dans la série britannique Sherlock Holmes avec Jeremy Brett dans le rôle de Holmes. Le téléfilm fusionne cette nouvelle avec une autre nommée Un aristocrate célibataire, et s'intitule en français Le Mystère de Glavon Manor (The Eligible Bachelor en anglais).

## Livre audio en français
- Arthur Conan Doyle, La Pensionnaire voilée [« The Adventure of the Veiled Lodger »], Paris, La Compagnie du Savoir, coll. « Les enquêtes de Sherlock Holmes », 2011 (EAN 3760002133973, BNF 42478521)Narrateur : Cyril Deguillen ; support : 1 disque compact audio ; durée : 30 min environ ; référence éditeur : La Compagnie du Savoir CDS115. Le nom du traducteur n'est pas indiqué.